# MeRA25
Az Európai Realista Elégedetlenségi Front (görögül: Μέτωπο Ευρωπαϊκής Ρεαλιστικής Ανυπακοής, Métopú Evropájkisz Reálisztíkisz Ánipákoisz, rövidítése: MeRA25) egy baloldali görögországi párt, amelyet a SZIRIZA-párti pénzügyminiszter Jánisz Varufákisz alapított meg 2018-ban. A MeRA25 a Demokráciát Európában Mozgalom 2025, az Európai Tavasz és a Progresszív Internacionálé tagja.

## Története
2018-ban Jánisz Varufákisz alapított meg, melynek később tagja lett a Sziriza pártot otthagyó képviselő Szófia Szakoráfa is.  

## Ideológia
A párt magát egy "baloldali, zöld, liberális görögöket" képviselő pártnak definiálja, amely az európapártiságot, gazdasági racionalitást és a társadalmi emancipációt támogatja. Tervük, hogy bevezessék az Európai Zöld Nagy Elosztást, amelyet a Nagy Gazdasági Válság utáni New Dealnek a posztmodern változataként értelmeznek.  
A párt hét fő célkitűzést fogalmazott meg: 
- Államadósság újrastrukturálása
- Elsődleges adósságtöbbletek csökkentése
- Állami intézmény létrehozása, amely az államadósság újrastrukturálásával foglalkozik
- Általános adócsökkentés véghezvitele
- Állami digitális fizető platform létrehozása
- A HRDAF (Görög Köztársaság Eszközfejlesztési Alapja) átalakítása fejlesztési bankká
- Vállalkozásbarát politikai folytatása [2]

## Választások
| Választások | Szavazatok | %    | Megszerzett helyek száma | Kormányzat         | Pártelnök         |
| ----------- | ---------- | ---- | ------------------------ | ------------------ | ----------------- |
| 2019        | 194 232    | 3,44 | 9 / 300                  | Ellenzék           | Jánisz Varufákisz |
| 2023        | 155 085    | 2,63 | 0 / 300                  | Parlamenten kívüli | Jánisz Varufákisz |